# Wote
Wote è un centro abitato del Kenya, capoluogo della contea di Makueni.